# Llista de topònims de Sant Jaume de Frontanyà
Montmajor
Llista de topònims (noms propis de lloc) del municipi de Sant Jaume de Frontanyà, al Berguedà
Informació actualitzada per un bot. Els canvis manuals es perdran quan s'actualitzi!

## abric rocós
| imatge | Nom                 | Ubicat a                | instància de | Detalls | coordenades                                                         | Protecció | Commons (més fotos) | Dades a WD                    |
| ------ | ------------------- | ----------------------- | ------------ | ------- | ------------------------------------------------------------------- | --------- | ------------------- | ----------------------------- |
|        | Bauma de Picanyes   | Sant Jaume de Frontanyà | abric rocós  |         | 42° 10′ 39″ N, 2° 00′ 12″ E / 42.1775722290453°N,2.00321344604118°E |           |                     | Modifica les dades a Wikidata |
|        | Bauma de les Vinyes | Sant Jaume de Frontanyà | abric rocós  |         | 42° 10′ 07″ N, 2° 00′ 35″ E / 42.1687388830043°N,2.00965967825842°E |           |                     | Modifica les dades a Wikidata |
|        | les Baumes          | Sant Jaume de Frontanyà | abric rocós  |         | 42° 12′ 59″ N, 2° 01′ 52″ E / 42.2163666130939°N,2.0310753882537°E  |           |                     | Modifica les dades a Wikidata |

## curs d'aigua
| imatge | Nom             | Ubicat a                                           | instància de                                        | Detalls                                                                    | coordenades                                                                                               | Protecció | Commons (més fotos) | Dades a WD                    |
| ------ | --------------- | -------------------------------------------------- | --------------------------------------------------- | -------------------------------------------------------------------------- | --- | --------- | ------------------- | ----------------------------- |
|        | el Mergançol    | Borredà Vilada Sant Jaume de Frontanyà les Llosses | curs d'aigua                                        | Desemboca: Llobregat                                                       | 42° 07′ 30″ N, 1° 52′ 57″ E / 42.125°N,1.8825°E 42° 07′ 40″ N, 1° 55′ 10″ E / 42.127721°N,1.919552°E      |           | Mergançol           | Modifica les dades a Wikidata |
|        | riera de Merlès | Santa Maria de Merlès                              | curs d'aigua Reserva Natural Parcial àrea protegida | 1987 Desemboca: Llobregat Llarg: 47km Superfície: 70.01734ha Conca: 173km² | 42° 11′ 45″ N, 2° 01′ 52″ E / 42.195759°N,2.031138°E 41° 55′ 36″ N, 1° 52′ 56″ E / 41.926769°N,1.882085°E |           | Riera de Merlès     | Modifica les dades a Wikidata |

## edifici
| imatge | Nom          | Ubicat a                | instància de | Detalls | coordenades | Protecció | Commons (més fotos) | Dades a WD                    |
| ------ | ------------ | ----------------------- | ------------ | ------- | --- | --------- | ------------------- | ----------------------------- |
|        | Cap del Camp | Sant Jaume de Frontanyà | edifici      | 1707    | 42° 12′ 16″ N, 2° 01′ 43″ E / 42.20452°N,2.02851°E ca:Cap del Camp està al nucli de la Solana, al sud dels Rasos de Tubau, amb la obaga de Soler al Nord, Cal Roma i El Soler a l'Est, i la vall amb Cal Trempat i Ca l'Eugasser al Sud Oest.                                               |           |                     | Modifica les dades a Wikidata |
|        | la Batallola | Sant Jaume de Frontanyà | edifici      | 1701    | 42° 12′ 02″ N, 2° 01′ 15″ E / 42.20055°N,2.02084°E ca:A pocs metres del Coll de la Batallola, que cau al NO, i del camí de la Creu de'n Soler. A llevant s'observa un dels orígens del Llimosell, a SO el Pla de la Lleona, a ponent, el Serrat dels Bous i al NO el Clot de Santa Eugènia. |           |                     | Modifica les dades a Wikidata |

## església
| imatge | Nom                                 | Ubicat a                | instància de | Detalls                     | coordenades | Protecció                                  | Commons (més fotos)                 | Dades a WD                    |
| ------ | ----------------------------------- | ----------------------- | ------------ | --------------------------- | --- | ------------------------------------------ | ----------------------------------- | ----------------------------- |
|        | Sant Esteve de Tubau                | Sant Jaume de Frontanyà | església     |                             | 42° 12′ 15″ N, 2° 02′ 30″ E / 42.204138°N,2.041734°E ca:A migjorn dels rasos de Tubau, al costat de la masia de Tubau | bé cultural d'interès local                | Sant Esteve de Tubau                | Modifica les dades a Wikidata |
|        | Sant Jaume de Frontanyà Vell        | Sant Jaume de Frontanyà | església     | Estil: art preromànic       | | bé integrant del patrimoni cultural català |                                     | Modifica les dades a Wikidata |
|        | Santa Eugènia de Solls              | Sant Jaume de Frontanyà | església     | Estil: arquitectura popular | 42° 12′ 14″ N, 2° 00′ 49″ E / 42.203828°N,2.013672°E                                                                  | bé cultural d'interès local                |                                     | Modifica les dades a Wikidata |
|        | Santuari de la Mare de Déu dels Oms | Sant Jaume de Frontanyà | església     |                             | 42° 10′ 53″ N, 2° 00′ 41″ E / 42.181454°N,2.011259°E                                                                  | bé cultural d'interès local                | Santuari de la Mare de Déu dels Oms | Modifica les dades a Wikidata |

## masia
| imatge | Nom                     | Ubicat a                | instància de | Detalls                                  | coordenades | Protecció                                  | Commons (més fotos)                           | Dades a WD                    |
| ------ | ----------------------- | ----------------------- | ------------ | ---------------------------------------- | --- | ------------------------------------------ | --------------------------------------------- | ----------------------------- |
|        | Ca l'Eugasser           | Sant Jaume de Frontanyà | masia        |                                          | 42° 12′ 12″ N, 2° 01′ 37″ E / 42.20332°N,2.02705°E ca:Nucli de la Solana, al sud dels Rasos de Tubau |                                            |                                               | Modifica les dades a Wikidata |
|        | Cal Berlinga            | Sant Jaume de Frontanyà | masia        |                                          | 42° 11′ 06″ N, 2° 01′ 05″ E / 42.185132201851°N,2.017983477128°E |                                            |                                               | Modifica les dades a Wikidata |
|        | Cal Cintet              | Sant Jaume de Frontanyà | masia        | 1707                                     | 42° 11′ 43″ N, 2° 01′ 57″ E / 42.1952151607815°N,2.03263395759186°E ca:Al NO es veu el Coll de Sant Jaume, al N, els Rasos de Tubau, a l'Est, les Masies del Prat, al SE Vila-rasa i al SO el nucli urbà de Sant Jaume de Frontanyà. |                                            |                                               | Modifica les dades a Wikidata |
|        | Cal Rebollet            | Sant Jaume de Frontanyà | masia        |                                          | 42° 12′ 05″ N, 2° 01′ 55″ E / 42.20129°N,2.03206°E ca:Al Sud, es veu el coll de Sant Jaume, a l'Oest, el coll de la Batallola, al Nord, el Soler i cal Roma, al NE, Tubau i al SO, les Masies del Prat. |                                            |                                               | Modifica les dades a Wikidata |
|        | Cal Roma                | Sant Jaume de Frontanyà | masia        |                                          | 42° 12′ 19″ N, 2° 01′ 57″ E / 42.205273104185°N,2.03239572257828°E ca:Masia situada a la zona de Tubau. Al Nord s'hi veu la creu d'en Soler, al NE, els Rasos de Tubau, a l'Est, la masia de Tubau, al Sud, el Soler i al SO el coll de la Batallola. |                                            |                                               | Modifica les dades a Wikidata |
|        | Cal Vicenç              | Sant Jaume de Frontanyà | masia        |                                          | 42° 11′ 21″ N, 2° 01′ 27″ E / 42.1890740528891°N,2.0242623880288°E ca:Cal Vicenç es troba als afores del nucli urbà de Sant Jaume de Frontanyà, als peus del Pla de les Forques. |                                            |                                               | Modifica les dades a Wikidata |
|        | Can Muntanyetes         | Sant Jaume de Frontanyà | masia        |                                          | 42° 12′ 38″ N, 2° 01′ 41″ E / 42.2104785077198°N,2.02811252151526°E |                                            |                                               | Modifica les dades a Wikidata |
|        | Can Portal de Tubau     | Sant Jaume de Frontanyà | masia        |                                          | 42° 12′ 06″ N, 2° 02′ 49″ E / 42.2016846904368°N,2.04698593675732°E |                                            |                                               | Modifica les dades a Wikidata |
|        | Canemars                | Sant Jaume de Frontanyà | masia        |                                          | 42° 10′ 54″ N, 2° 01′ 43″ E / 42.1817169575822°N,2.028625802921°E |                                            |                                               | Modifica les dades a Wikidata |
|        | Casa Blanca             | Sant Jaume de Frontanyà | masia        | Estil: arquitectura popular              | 42° 11′ 12″ N, 2° 01′ 32″ E / 42.186548°N,2.025627°E | bé cultural d'interès local                | Casa Blanca (Sant Jaume de Frontanyà)         | Modifica les dades a Wikidata |
|        | Mas Terradelles         | Sant Jaume de Frontanyà | masia        | Estil: arquitectura popular              | 42° 10′ 49″ N, 2° 00′ 52″ E / 42.180225°N,2.014528°E | bé integrant del patrimoni cultural català | Mas Terradelles (Sant Jaume de Frontanyà)     | Modifica les dades a Wikidata |
|        | Mas Tubau               | Sant Jaume de Frontanyà | masia        | Estil: arquitectura popular              | 42° 12′ 17″ N, 2° 02′ 30″ E / 42.204723°N,2.04164°E | bé cultural d'interès local                |                                               | Modifica les dades a Wikidata |
|        | Masia Frontanyà         | Sant Jaume de Frontanyà | masia        | Estil: arquitectura popular              | 42° 11′ 17″ N, 2° 00′ 48″ E / 42.188155°N,2.013456°E | bé cultural d'interès local                |                                               | Modifica les dades a Wikidata |
|        | Masia Santa Eugènia     | Sant Jaume de Frontanyà | masia        |                                          | 42° 12′ 14″ N, 2° 00′ 45″ E / 42.203809°N,2.012461°E | bé cultural d'interès local                | Masia Santa Eugènia (Sant Jaume de Frontanyà) | Modifica les dades a Wikidata |
|        | Picanyes                | Sant Jaume de Frontanyà | masia        |                                          | 42° 10′ 45″ N, 2° 00′ 20″ E / 42.1792126787633°N,2.00543987555506°E ca:Masia situada a uns 2 km al SO del nucli urbà de Sant Jaume, ben a prop del termenal amb Les Llosses. Al NE s'hi aprecia els Oms i el Torrent del Joncar, on s'hi aixecava el Molí de Picanyes. A llevant hi ha Terradelles i al Sud la Bauma de Picanyes i Les Vinyes al fons. A ponent es troba el termenal amb Les Llosses, del que Les Lloberes en forma part, les que es troben al NO. |                                            |                                               | Modifica les dades a Wikidata |
|        | Vila-rasa               | Sant Jaume de Frontanyà | masia        |                                          | 42° 11′ 10″ N, 2° 02′ 28″ E / 42.186227344406°N,2.0409751664881°E ca:Masia situada a l'est del nucli urbà de Sant Jaume de Frontanyà, als peus del torrent de Vila-rasa que baixa al sud. Al nord es troba el Coll de Pal; a l'oest, el quintà de Les Planes; al sud-oest, el molí del Quirze i a l'Oest el nucli urbà. |                                            |                                               | Modifica les dades a Wikidata |
|        | el Prat                 | Sant Jaume de Frontanyà | masia        |                                          | 42° 11′ 46″ N, 2° 02′ 25″ E / 42.1960097749687°N,2.04038549906976°E ca:La casa del Prat es troba al sud del rec de Tubau, amb el collet de Sant Jaume a ponent, el quintà de les Planes a llevant i el bac de les mines i Vila-rasa a migdia. |                                            |                                               | Modifica les dades a Wikidata |
|        | el Soler                | Sant Jaume de Frontanyà | masia        | Estil: arquitectura popular              | 42° 12′ 15″ N, 2° 01′ 53″ E / 42.2040856730072°N,2.03149322965394°E ca:El Soler es troba a la zona de Tubau, uns 160 metres al Sud Oest de Cal Roma, amb el Torrent de Tubau a llevant i el Llimosell i la plana de Soler al Sud. |                                            |                                               | Modifica les dades a Wikidata |
|        | els Oms                 | Sant Jaume de Frontanyà | masia        |                                          | 42° 10′ 54″ N, 2° 00′ 39″ E / 42.181644971275°N,2.01071762469463°E ca:Els Oms veu la Masia de Terradelles a llevant, la Solana de Terradelles i el mas de Frontanyà al Nord, les Lloberes a ponent i Picanyes i el Torrent del Joncar al SO. |                                            |                                               | Modifica les dades a Wikidata |
|        | les Planes de Frontanyà | Sant Jaume de Frontanyà | masia        | Estil: arquitectura popular 16th century | 42° 11′ 31″ N, 2° 03′ 14″ E / 42.192°N,2.05386°E 1116.1 msnm | bé integrant del patrimoni cultural català |                                               | Modifica les dades a Wikidata |
|        | les Pletetes            | Sant Jaume de Frontanyà | masia        |                                          | 42° 10′ 15″ N, 2° 00′ 54″ E / 42.1707935971183°N,2.01503944133028°E |                                            |                                               | Modifica les dades a Wikidata |

## molí d'aigua
| imatge | Nom                     | Ubicat a                | instància de | Detalls | coordenades | Protecció | Commons (més fotos) | Dades a WD                    |
| ------ | ----------------------- | ----------------------- | ------------ | ------- | --- | --------- | ------------------- | ----------------------------- |
|        | Molí de Baix o Molinot  | Sant Jaume de Frontanyà | molí d'aigua |         | 42° 11′ 47″ N, 2° 03′ 09″ E / 42.19643°N,2.05255°E ca:Edificació al peu del rec de Corrubí, gairebé quan aquest es troba amb el rec de Tubau. Al Sud es troben Les Planes; a l'Oest, les masies del Prat; al NO, Tubau; al NE, Corrubí i a l'Est, Caselles. |           |                     | Modifica les dades a Wikidata |
|        | Molí de Dalt o de Tubau | Sant Jaume de Frontanyà | molí d'aigua | 1749    | 42° 11′ 55″ N, 2° 03′ 08″ E / 42.19857°N,2.05231°E ca:El Molí de Tubau o Molí de Dalt es situa a la llera del rec de Corrubí, un afluent del torrent de Tubau, que transcorre de nord a sud, fins a desembocar al torrent.                                  |           |                     | Modifica les dades a Wikidata |
|        | Molí de Santa Eugènia   | Sant Jaume de Frontanyà | molí d'aigua |         | 42° 12′ 19″ N, 2° 00′ 36″ E / 42.2053528823891°N,2.0100812997626°E ca:El molí de Santa Eugínia estava situat al peu del Torrent de les Solls, sota la casa de Santa Eugènia.                                                                                |           |                     | Modifica les dades a Wikidata |
|        | Molí del Quirze         | Sant Jaume de Frontanyà | molí d'aigua |         | 42° 10′ 57″ N, 2° 01′ 22″ E / 42.182472067935°N,2.0228682828709°E |           |                     | Modifica les dades a Wikidata |

## muntanya
| imatge | Nom                 | Ubicat a                                   | instància de | Detalls      | coordenades | Protecció | Commons (més fotos) | Dades a WD                    |
| ------ | ------------------- | ------------------------------------------ | ------------ | ------------ | --- | --------- | ------------------- | ----------------------------- |
|        | Creu Malosa         | Sant Jaume de Frontanyà                    | muntanya     |              | 42° 11′ 41″ N, 2° 00′ 43″ E / 42.1946°N,2.01204°E 1383.3 msnm |           |                     | Modifica les dades a Wikidata |
|        | Pedró de Tubau      | Sant Jaume de Frontanyà Gombrèn            | muntanya     |              | 42° 13′ 13″ N, 2° 02′ 58″ E / 42.2201958619°N,2.04956708035°E ca:El Pedró de Tubau és el cim del massís dels Rasos de Tubau, que es troba al Nord del nucli urbà de Sant Jaume de Frontanyà. Al Nord hi trobem els Cingles de Tubau i les obagues de l'Òliba i del Boix, al costat del Ripollès. A l'Est s'aprecien els Cingles de Montgrony, el Puigmal i Taga. Al Sud, a primer terme veiem els boscos i planes del terme de Sant Jaume de Frontanyà i a l'horitzó s'aprecia el Montseny, la Serra de l'Obac i Montserrat. Al Sud Oest veiem el massís del Catllaràs i a continuació s'obre la cara sud del prepirineu Berguedà, amb una vista excepcional del Pedraforca. 1543 msnm |           | Pedró de Tubau      | Modifica les dades a Wikidata |
|        | Puig Miró           | les Llosses Sant Jaume de Frontanyà        | muntanya     |              | 42° 10′ 04″ N, 2° 01′ 40″ E / 42.1678°N,2.02778°E 1307.9 msnm |           |                     | Modifica les dades a Wikidata |
|        | Roques del Berlinga | Sant Jaume de Frontanyà                    | muntanya     |              | 42° 10′ 58″ N, 2° 01′ 18″ E / 42.18283333°N,2.02155556°E 1087.8 msnm |           |                     | Modifica les dades a Wikidata |
|        | el Calvari          | Sant Jaume de Frontanyà                    | muntanya     |              | 42° 10′ 54″ N, 2° 03′ 23″ E / 42.18166667°N,2.05636111°E 1101 msnm |           |                     | Modifica les dades a Wikidata |
|        | les Muntanyetes     | la Pobla de Lillet Sant Jaume de Frontanyà | muntanya     | 18th century | 42° 12′ 44″ N, 2° 01′ 18″ E / 42.21211111°N,2.02158333°E ca:Zona sud-est. 1373.9 msnm |           |                     | Modifica les dades a Wikidata |
|        | les Roqueteres      | Sant Jaume de Frontanyà                    | muntanya     |              | 42° 10′ 14″ N, 2° 00′ 13″ E / 42.1705°N,2.00367°E 1237.1 msnm |           |                     | Modifica les dades a Wikidata |

## serra
| imatge | Nom                 | Ubicat a | instància de                                        | Detalls                                   | coordenades                                                        | Protecció | Commons (més fotos) | Dades a WD                    |
| ------ | ------------------- | --- | --------------------------------------------------- | ----------------------------------------- | ------------------------------------------------------------------ | --------- | ------------------- | ----------------------------- |
|        | rasos de Tubau      | les Llosses Gombrèn Sant Jaume de Frontanyà | serra àrea protegida Pla d'Espais d'Interès Natural | 1992 Superfície: 647.19492ha              | 42° 13′ 18″ N, 2° 02′ 38″ E / 42.221563888889°N,2.0439666666667°E  |           | Rasos de Tubau      | Modifica les dades a Wikidata |
|        | serra del Catllaràs | Guardiola de Berguedà Sant Julià de Cerdanyola la Pobla de Lillet Sant Jaume de Frontanyà Castell de l'Areny Vilada la Nou de Berguedà les Llosses | serra àrea protegida Pla d'Espais d'Interès Natural | 1992 Llarg: 13km Superfície: 6154.53213ha | 42° 12′ 33″ N, 1° 57′ 12″ E / 42.20904444°N,1.95336389°E 1779 msnm |           | Serra del Catllaràs | Modifica les dades a Wikidata |

## Misc
| imatge | Nom                                          | Ubicat a                | instància de                                   | Detalls                                                   | coordenades | Protecció                                            | Commons (més fotos)                 | Dades a WD                    |
| ------ | -------------------------------------------- | ----------------------- | ---------------------------------------------- | --------------------------------------------------------- | --- | ---------------------------------------------------- | ----------------------------------- | ----------------------------- |
|        | Cal Pere Xic                                 | Sant Jaume de Frontanyà | casa                                           | Estil: arquitectura popular                               | 42° 11′ 15″ N, 2° 01′ 25″ E / 42.187487°N,2.023699°E 1081 msnm                                                                                       | bé cultural d'interès local                          |                                     | Modifica les dades a Wikidata |
|        | Mines de Vila-Rasa                           | Sant Jaume de Frontanyà | mina                                           | 1914                                                      | 42° 11′ 18″ N, 2° 02′ 37″ E / 42.18823°N,2.04352°E ca:Les mines estaven situades al bac de les mines, a pocs metres al nord de la casa de Vila-rasa. |                                                      |                                     | Modifica les dades a Wikidata |
|        | Sant Jaume de Frontanyà                      | Sant Jaume de Frontanyà | entitat singular de població capital municipal | 26 hab                                                    | 42° 11′ 20″ N, 2° 01′ 33″ E / 42.18888888888889°N,2.025833333333334°E                                                                                |                                                      |                                     | Modifica les dades a Wikidata |
|        | Tubau                                        | Sant Jaume de Frontanyà | vèrtex geodèsic                                | Alt: 1.2m                                                 | 42° 13′ 13″ N, 2° 02′ 59″ E / 42.220207°N,2.049624°E 1543.146 msnm                                                                                   |                                                      |                                     | Modifica les dades a Wikidata |
|        | casa consistorial de Sant Jaume de Frontanyà | Sant Jaume de Frontanyà | casa consistorial                              |                                                           | 42° 11′ 15″ N, 2° 01′ 25″ E / 42.1873615°N,2.0236356°E                                                                                               |                                                      |                                     | Modifica les dades a Wikidata |
|        | cova de les Lloberes                         | Sant Jaume de Frontanyà | cova                                           |                                                           | 42° 11′ 25″ N, 1° 59′ 57″ E / 42.1902174366171°N,1.99912725064481°E                                                                                  |                                                      |                                     | Modifica les dades a Wikidata |
|        | font de la Mata                              | Sant Jaume de Frontanyà | font                                           |                                                           | 42° 12′ 00″ N, 2° 01′ 43″ E / 42.20011°N,2.02871°E ca:Font situada al NO del coll de Sant Jaume, a pocs metres del Llimosell.                        |                                                      |                                     | Modifica les dades a Wikidata |
|        | la Creu Vermella                             | Sant Jaume de Frontanyà | creu monumental                                |                                                           | 42° 11′ 36″ N, 2° 02′ 41″ E / 42.19343°N,2.044741°E 1106 msnm                                                                                        |                                                      |                                     | Modifica les dades a Wikidata |
|        | monestir de Sant Jaume de Frontanyà          | Sant Jaume de Frontanyà | església parroquial monestir                   | Estil: arquitectura romànica Anomenat per: Jaume el Major | 42° 11′ 14″ N, 2° 01′ 28″ E / 42.187256°N,2.02434°E                                                                                                  | bé d'interès cultural bé cultural d'interès nacional | Monestir de Sant Jaume de Frontanyà | Modifica les dades a Wikidata |